# Áncora y Delfín
Áncora y Delfín fou una llibreria barcelonina establerta el 1956 a l'avinguda Diagonal, 564, que va tancar les portes el febrer del 2012.

## Tipografia
Un dels elements més emblemàtics era la seva tipografia corporativa, realitzada als anys 1950 per l'interiorista alemany Erwin Bechtold (aleshores dissenyador de l'editorial Destino), i que fou utilitzada a tot el material de papereria (paper de cartes, targetes, etc.), així com al gran rètol de l'entrada de l'establiment, que amb els anys es convertí en part del paisatge comercial de la ciutat, i després del tancament de la llibrera fou donat al Gabinet de les Arts Gràfiques de Barcelona.